# 威廉·冯·托马
托马骑士威廉·约瑟夫（德語：Wilhelm Josef Ritter von Thoma；1891年9月11日—1948年4月30日）是一名德国陆军军官，曾在第一次世界大战、西班牙内战、第二次世界大战中服役。
在1941年入侵苏联的巴巴罗萨行动期间，托马率领第17装甲师。在随后的莫斯科战役及之后的战役中指挥第20装甲师。1941年12月，托马获得了骑士铁十字勋章。
1942年9月，他被调往北非接替负伤的瓦尔特·内林指挥非洲军团。10月24日，当非洲装甲集团军指挥官格奧爾格·施圖姆在第二次阿拉曼战役中阵亡时，托马接管了指挥权，直到隆美尔于10月26日返回。11月4日，当盟军追击撤退的轴心国军队的过程中，托马被俘。
托马以在英国被俘期间作为战俘时的轻率行为而闻名，他在和他人谈话中无意透露了V-1飞弹和V-2武器计划的存在。他受到英国情报部门的监视，并在与另一名德国军官交谈时被记录下来，他们讨论了正在库默斯多夫进行测试的火箭。1943年5月和6月，英国在佩讷明德军事研究中心上空进行的侦察飞行在该设施带回了明确无误的火箭影像，盟军随后对这一武器的研究发起了反制措施。

### 引用
1. ↑  Fry 2019, p. 100
2. ↑  WGBH Educational Foundation. . VESTRON Video.  事件发生在 20:00-22:00. 1988. ISBN 0-8051-0631-6.
3. ↑  Ordway & Sharpe 1979, p. 32.

### 文献
- Fry, Helen. . New Haven CT: Yale University Press. 2020 [2019]. ISBN 978-0300254853.
- Hayward, Steven F. . New York, N.Y.: Three Rivers Press. 2010 [1998]. ISBN 978-0307774521.
- Jones, R. V. . London: Hamish Hamilton. 1978. ISBN 0-241-89746-7 –archive.org.
- Klietmann, Kurt-Gerhard. . Stuttgart: Motorbuch. 1981. ISBN 3-87943-689-4 （德语）.
- Mitcham, Samuel W. . United States: Stackpole Books. 2000. ISBN 978-0-8117-3353-3.
- Meyer, Kurt. . Mechanicsburg, PA: Stackpole. 2005. ISBN 9780811731973.
- Scherzer, Veit.  [The Knight's Cross Bearers 1939–1945 The Holders of the Knight's Cross of the Iron Cross 1939 by Army, Air Force, Navy, Waffen-SS, Volkssturm and Allied Forces with Germany According to the Documents of the Federal Archives]. Jena, Germany: Scherzers Militaer-Verlag. 2007. ISBN 978-3-938845-17-2 （德语）.